# Pluton łącznikowy nr 3
Pluton łącznikowy nr 3 – pododdział lotnictwa łącznikowego Wojska Polskiego w II Rzeczypospolitej.
Jednostka Armii „Kraków” we wrześniu 1939.

## Opis plutonu
Charakterystyka:
- dowódca: por. rez. pil. Piotr Dunin
- miejsce stacjonowania: Rakowice
- wyposażenie: 3 samoloty RWD-8
- uwagi: nie dotarł na teren działania armii.